# Asunaro Hakusho
Asunaro Hakusho (あすなろ白書, Asunaro Papel Branco) é uma série de mangá escrita por Fumi Saimon publicada pela Big Comic Spirits da Shogakukan. Ganhou o prêmio de mangá geral no Shogakukan Manga Award de 1992.
Foi adaptada para série dramática na televisão em live-action. Sua primeira transmissão no Japão ocorreu em 11 de outubro de 1993 a 20 de dezembro de 1993 na Fuji TV, tendo o total da audiência em 31.9%, o que fez o programa se tornar um dos dramas mais populares dos anos 90. Contava com músicas de S.E.N.S. e Fumiya Fujii (True Love), Touge Keiko (Hitosaji no Yuuki) e Fumiya Fujii (Just Like Wind).
A atuação de Kimura Takuya foi marcante neste drama e seu famoso bordão, "Eu não sou bom o bastante para você?" virou uma famosa fala entre os jovens e no mundo do entretenimento. Esta série abre o caminho para o estrelato do ator em "Long Vacation" (1996).

## Sinopse
Os próximos anos da história seguem cinco jovens universitários que formam um círculo de amigos. Tamotsu e Osamu (Kimura) se apaixonam por Narumi, a qual prefere Tamotsu. Com o objetivo de não machucar cada um como amigo, ambos os garotos tentam evitar uma relação com Narumi, que inadvertidamente lidera a tragédia entre os amigos. Após a morte acidental de Junichiro, os amigos deixam a universidade por várias razões, permitindo que a moça continue finalize seus estudos. Poucos anos depois, eles se encontram novamente e são surpreendidos pelos segredos revelados.

## Elenco
- Hikari Ishida como Narumi Sonoda
- Michitaka Tsutsui como Tamotsu Kakei
- Takuya Kimura como Osamu Toride
- Anju Suzuki como Seika Higashiyama
- Hidetoshi Nishijima como Junichiro Matsuoka
- Ayako Sugiyama como Kyoko Machida
- Yumi Morio como Harumi Sonoda
- Mariko Kaga como Mitsuko Kakei
- Koichi Iwaki como Sosuke Akiba